# Połoszki
Połoszki (biał. Палошкі, Pałoszki; ros. Полошки, Połoszki) – wieś na Białorusi, w obwodzie grodzieńskim, w rejonie wołkowyskim, w sielsowiecie Werejki.
W dwudziestoleciu międzywojennym leżały w Polsce, w województwie białostockim, w powiecie wołkowyskim, w gminie Tereszki.